# جنيفر ديفين
جنيفر ديفين (بالإنجليزية: Jennifer Devine)‏ هي مجدفة أمريكية، ولدت في 9 ديسمبر 1968 في بورتلاند في الولايات المتحدة.

## وصلات خارجية
- جنيفر ديفين على موقع الاتحاد الدولي للتجديف (الإنجليزية)
- جنيفر ديفين على موقع أوليمبيديا (الإنجليزية)